# Anna Morozova
Pour les articles homonymes, voir Morozov.
Anna Morozova (russe : Анна Морозова ; 23 mai 1921 – 31 décembre 1944) était une partisane soviétique qui finalement rejoint l'Armée rouge et est devenue héroïne de l'Union soviétique à titre posthume le 8 mai 1965 pour ses activités de résistance.

## Enfance et éducation
Morozova est née dans une famille de paysans russe du village de Poliana dans le gouvernement de Kalouga. Elle s'installe en 1936 à Briansk quand son père obtient un emploi en tant que gérant d'une boutique de tailleur. Après avoir obtenu son diplôme de l'école secondaire, elle étudie pour devenir expert-comptable. En 1938, elle est engagée pour travailler comme opératrice téléphonique jusqu'à ce que son emploi ne soit plus nécessaire. En novembre 1939, elle travaille chez une boutique de tailleur jusqu'à son entrée dans l'Armée de l'Air Soviétique,.

## Seconde Guerre mondiale
Peu de temps après l'invasion allemande de l'Union soviétique en 1941, la maison de Morozova à Seshcha est envahie par l'armée allemande le 9 août. Les Allemands prennent la main sur l'aérodrome, où elle travaille, battant la 9e brigade d'aviation de bombardiers lourds et y installent environ 300 bombardiers allemands de la Luftflotte 2. L'occupant allemand utilise la base pour attaquer Moscou et d'autres grandes villes. La direction générale du renseignement de l'Union soviétique (GRU) est dans le besoin désespéré d'informations sur l'état de la base aérienne, importante stratégiquement parlant. Pour obtenir de tels renseignements, un groupe de reconnaissance clandestin est créé par des membres de la résistance de Briansk pour infiltrer la base. Morozova retourne à Seshcha comme blanchisseuse pour le compte de l'Armée rouge et y rencontre plusieurs de ses amis d'école qui n'ont pu fuir devant l'avancée allemande. Elle les invitent à se joindre à son groupe de partisans ; du printemps 1942 à septembre 1943, ils sont membres de la première brigade de partisans du district de Kletnyanskaya, pour espionner les forces ennemies, saboter et détruire les avions de la Luftwaffe, et désactiver l'équipement terrien. La brigade devient finalement internationale allant de l'Union soviétique à la Pologne et la Tchécoslovaquie. Lorsque le groupe mets la main sur des mines magnétiques, ils les utilisent pour détruire une vingtaine d'avions, six trains et deux entrepôts de munitions. L'unité transfère des informations sur les spécificités des chars Tigres, des papiers d'identité de soldats allemands, et de la technologie médicale. Les informations que Morozova fourni à l'armée de l'air permet aux bombardiers soviétiques d'attaquer la bonne base aérienne, où les allemands sont en poste au lieu d'un leurre construit par ces derniers. Plus tard, d'autres partisans utiliseront les informations recueillies sur base aérienne, tuant environ 200 aviateurs allemands et 30 voitures,.
En septembre 1943, Morozova quitte le mouvement de partisans et rejoint l'Armée rouge après la reprise de Seshcha par les soviétiques, pour aider à reprendre Briansk. Elle reçoit la médaille du Courage et l'ordre de l'Étoile rouge par la 10e Armée de l'Union soviétique pour ses activités chez les partisans. Après avoir rejoint l'Armée rouge, et obtenu un diplôme d'opératrice radio en juillet 1944, elle est déployée en Pologne dans la 10e Armée, sous le pseudonyme de "Swan". À la fin de 1944, elle est envoyée dans une unité de partisans soviético-polonaise. Le 31 décembre 1944, après qu'elle a été gravement blessée dans une bataille, une balle ayant brisé son poignet, elle fait exploser une grenade sur elle-même afin d'éviter la capture, tuant deux soldats SS avec elle.

## Reconnaissance
L'image de Morozova est présentée sur un timbre-poste de 1966 de l'Union soviétique et d'une enveloppe de la fédération de Russie. Plusieurs rues dans Briansk portent son nom et elle est à titre posthume, déclarée Héroïne de l'Union soviétique en 1965.

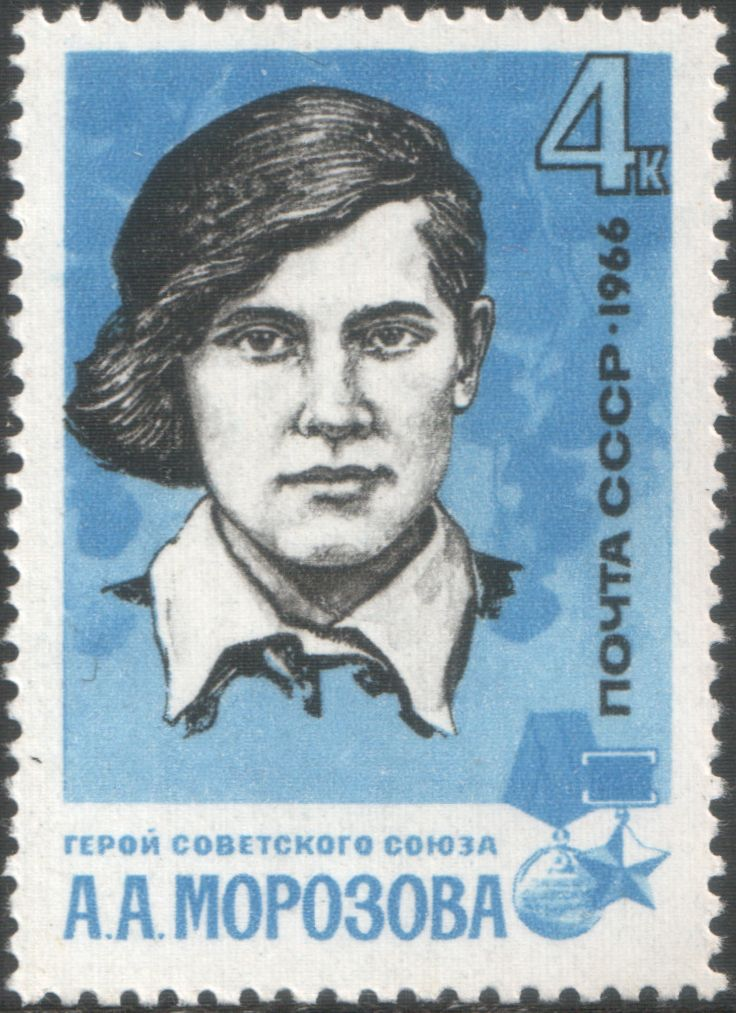
Timbre-poste soviétique de 1966
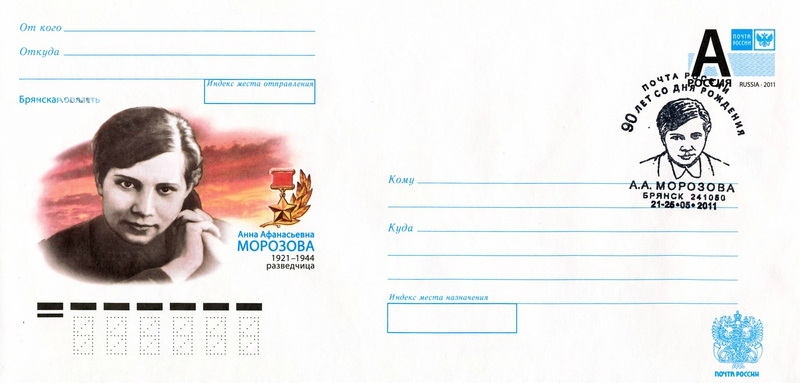
Enveloppe russe de 2011
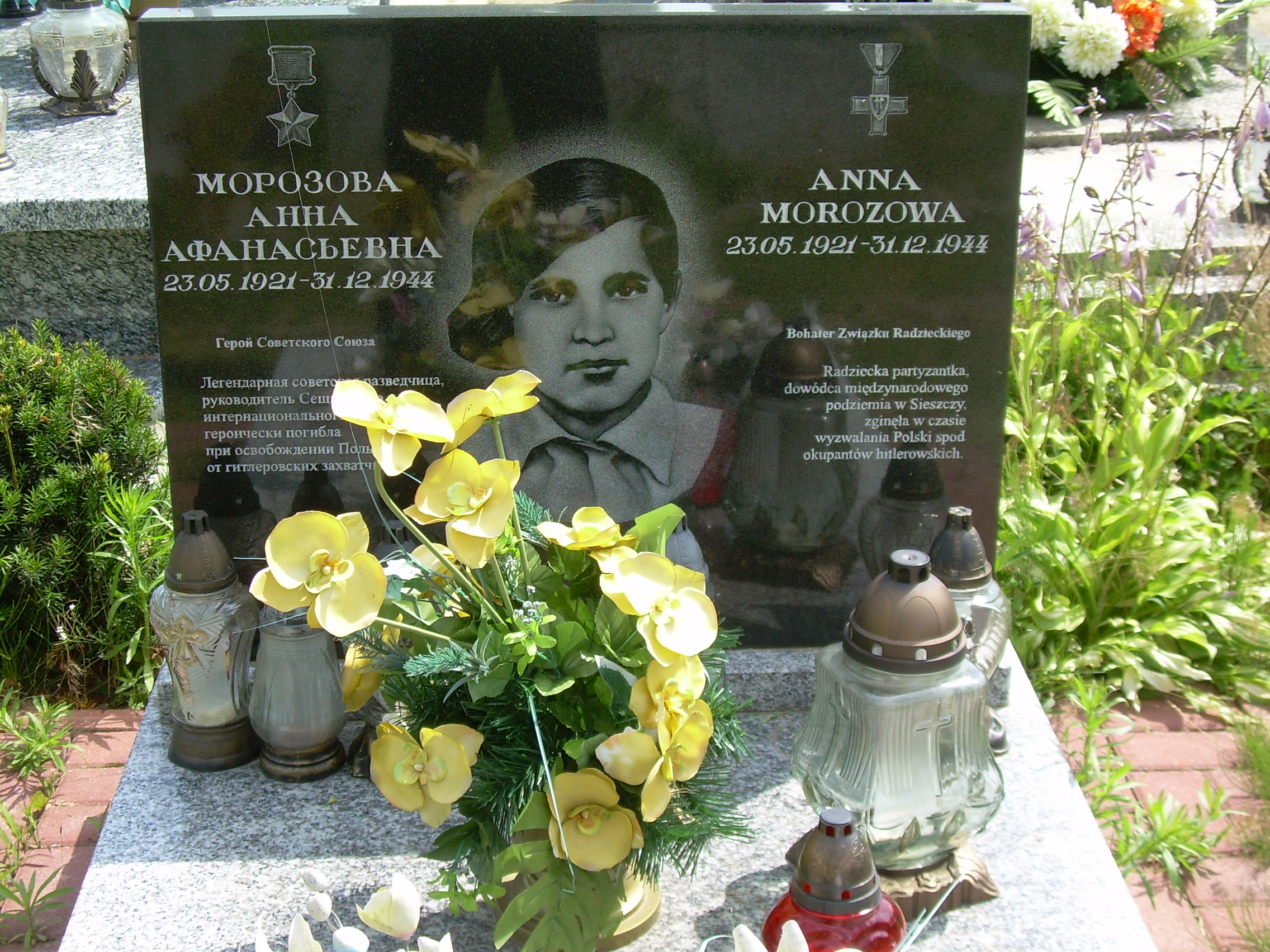
Tombe de Morozova en Pologne